# Бобровник Олександр Миколайович
Олександр Миколайович Бобровник (нар. 1901 — 1975, місто Київ) — український радянський та партійний діяч. Кандидат у члени ЦК КП(б)У в січні 1934 — травні 1937 р.

## Біографія
Трудову діяльність розпочав вантажником, обліковцем на станції Київ-Пасажирський. Потім був обраною головою групи вантажників Шулявки у Києві, був членом президії Київського губернського відділу Спілки транспортних робітників, заступником голови Київського губернського комітету Міжнародної організації допомоги борцям революції.
Член ВКП(б) з 1924 року.
З 1926 року — на партійній роботі: інструктор Київського окружного комітету КП(б)У, голова Київського колгоспцентру, відповідальний секретар Ржищівського районного комітету КП(б)У. На 1932 рік — відповідальний секретар Білоцерківського районного комітету КП(б)У Київської області.
Після 1934 року — 1-й секретар Дзержинського районного комітету КП(б)У міста Харкова; секретар Харківського міського комітету КП(б)У.
Заарештований органами НКВС у 1937 році. 27 лютого 1937 року засуджений до розстрілу, але у липні 1937 року розстріл був замінений на ув'язнення у виправно-трудових таборах.
На початку 1950-х років звільнений та реабілітований.
З 1965 року — персональний пенсіонер республіканського значення у місті Києві, де й помер на початку лютого 1975 року.